# Camponotus schmitzi
Camponotus schmitzi とは、アリ科オオアリ属に分類される昆虫の1種。ボルネオ島固有の種であり、ウツボカズラ属の1種であるネペンテス・ビカルカラタ (Nepenthes bicalcarata) と共生関係にある。

## 特徴
C. schmitzi は、赤橙色から茶黄色の光沢を持つ身体と長方形の頭を特徴とするアリである。頭部と腹部は、胸部と比べてやや暗い色をしている。
他の多くのアリと同じく社会性昆虫であり、女王アリ、兵隊アリ、働きアリから構成されている。女王アリは平均で8mmの体長と幅7mmの翼を持つ。兵隊アリと大型の働きアリは平均6.5mmの体長を有するが、小型の働きアリは4mmから5mmである。触角の長さは1mmと、体長の割には短い。顎には通常5対の歯を持つが、小型の働きアリのみ4対である。
これらの特徴は Camponotus ceylonicus と類似している。幼虫の形態は他のオオアリ属と類似しており、円筒形の身体と最大90度まで開く事の出来る口を持つ。

## 生息地
C. schmitzi はボルネオ島でのみ発見されている固有種である。そのほぼ全てが、ウツボカズラの1種であるネペンテス・ビカルカラタの茎で発見されており、他の植物ではほとんど見られない。実際、このアリを1933年に初めて採集したのは、植物学者の Jan Pieter Schuitemaker である。

## 生態
C. schmitzi は、種として記載される以前から、その奇妙な生態に注目され研究されてきた種である。
最も古い記録ではフレデリック・ウィリアム・バービッジによって1880年に、動物と植物の奇妙な関係として記載されている。このアリは、ネペンテス・ビカルカラタの中空となっている蔓(葉と袋をつなぐ部分)の中にコロニーを作る。コロニーは大抵植物体の上部の蔓に作られる。これは、しばしば大雨で下部が水没するためであると推定されている。そして、本種の主な餌は、ネペンテス・ビカルカラタが捕獲した昆虫である。ネペンテス・ビカルカラタは、壷状の捕虫器を持つ食虫植物であり、捕虫器の中にある消化液で落ちてきた昆虫を消化して栄養源とするが、このアリはこの捕虫器に自ら落ちて消化液を泳いで渡り、おぼれた昆虫を捕獲し、コロニーまで運んで餌としている。この時、特に大型の昆虫を狙い、小さな昆虫はあまり捕獲しない。この生態から、本種は「泳ぐアリ (swimming ants) 」などと呼ばれている。消化液中の昆虫を袋の口まで引き揚げるには､距離は5cm以下ながら最大で12時間を要する。
このような生態があることは、1904年にはオドアルド・ベッカーリによって最初に提唱された。1990年には、バート・ヘルドブラーと E・O・ウィルソンによって、C. schmitzi とネペンテス・ビカルカラタは共生関係にあるのではないかと唱えられたが、当時は実験データの不足から証明には至らなかった。
2013年になって、マチアス・シャーマンらの研究グループは、この種とネペンテス・ビカルカラタが確かに共生関係にあるという主旨の論文を発表した。シャーマンは、このアリのコロニーのあるネペンテス・ビカルカラタが、ないものと比べ成長が早いことを指摘した。それを証明するために、窒素の同位体の1つである15Nを追跡し、アリからネペンテス・ビカルカラタへと窒素がどのように移動するのかを調べた。その結果、ネペンテス・ビカルカラタは窒素を本種の排泄物や死骸から得ている事がわかった。ネペンテス・ビカルカラタにとって、窒素は重要だが得る事が難しい栄養素である。
ネペンテス・ビカルカラタには、このアリと同じく捕虫器に落ちた昆虫を餌とするハエやカの幼虫が生息している。これらは成虫となると逃げてしまい、結果としてネペンテス・ビカルカラタは窒素源とするはずだった昆虫を奪われた形となる。C. schmitzi も、一見すればハエやカの幼虫と同じく昆虫を奪っているように見える。しかし、本種は溺れた昆虫だけでなく、ハエやカの幼虫も餌とする。つまり、ハエやカが成虫となって栄養素が逃げることを防いでいる。そして、本種に奪われた分の窒素も、排泄物や死骸の形としてネペンテス・ビカルカラタに戻ってくる。結果的に見れば、窒素は外部から来た昆虫から 本種へ、本種からネペンテス・ビカルカラタへとつながっている事になる。C. schmitzi は、ネペンテス・ビカルカラタにコロニーを形成し、安定的に餌を得ることが出来、ネペンテス・ビカルカラタは、本種がハエやカを幼虫の段階で捕食してくれることによって、得る窒素の量が最大で19%も増えるという共生関係が築かれている。このような関係はいわゆるアリ植物に見られるものと類似する。
なお、動物とウツボカズラの共生関係の他の例は、コウモリの1種である Kerivoula hardwickii と ウツボカズラの 1つの種であるウツボカズラ （標準和名ウツボカズラ Nepenthes rafflesiana）の関係が知られている。K. hardwickii はこの種の葉をねぐらにし、ウツボカズラは昆虫のほか K. hardwickii の排泄物も栄養素にしている。